# مطار مرج السلطان
مطار مرج السلطان هو مطار عسكري يديره القوات الجوية العربية السورية.
ينقسم المطار إلى جزئين: شمالي في قرية حوش الصالحية، وجنوبي يقع في قرية مرج السلطان في الغوطة الشرقية بمحافظة ريف دمشق، على بعد 15 كيلومتر شمال شرق العاصمة دمشق. المطار مخصص للمروحيات ويحتوي على عدة مهابط.

## التاريخ
في 14 ديسمبر 2015 ضمن عمليات حصار الغوطة الشرقية، استعادت قوات الجيش السوري السيطرة على المطار بعد ثلاث سنوات من سيطرة الفصائل المعارضة.